# سليم خان (شكي خان)
سليم خان (الأذرية: Səlim Xan) كان الخان السادس لشاكي . وقد وصفه عباس غولو باكيخانوف بأنه رجل طيب ومرح، لكنه لا يرحم.

## السنوات المبكرة
وُلِد لمحمد حسين خان مشتاق [الإنجليزية] وشقيقة بيوتر باجراتيون. تم ذكره لأول مرة باعتباره أميرًا متمردًا ضد أخيه غير الشقيق محمد حَسن خان [الإنجليزية]. هرب إلى دجارو بيلوكاني [الإنجليزية] في عام 1784/1785. احتل لاحقًا شاكي عندما سافر محمد حسن لزيارة شاه القاجار الجديد آغا محمد في قره باغ في تشرين الثاني أو كانون الأول 1795. وبينما خسر سليم خان المعركة بالقرب من جوينوك [الإنجليزية]، أدى اعتقال محمد حسن المفاجئ من مصطفى خان دافالو (جنرال تحت قيادة آغا محمد)  بتهمة الخيانة، إلى إعادة احتلال شاكي باستخدام الفرصة. كان مدعومًا من النبيل جارو بيلوكاني أليساندر هوزاتي. أُعمي محمد حسن خان على يد القاجاريين وأُرسل إلى تبريز كرهينة، وفي الوقت نفسه أُعدم أبناؤه السبعة القصر على يد سليم خان.

## العهد الأول
بدأ حكمه الأول في نوفمبر-ديسمبر 1795. خضع لفاليريان زوبوف [الإنجليزية] في يوليو وأغسطس 1796. ومع ذلك، فإن النهاية المفاجئة للحملة الروسية في القوقاز وحملة آغا محمد الجديدة في عام 1797 أجبرته على الفرار مرة أخرى في 9 مايو 1797. ناضل لاستعادة العرش وطلب المساعدة من مُصطفى خان [الإنجليزية] الذي كان يدعمه الآن، ولكن بدلًا من القتال، سلم محمد حسن نفسه لمصطفى خان، الذي نجا منه وأرسل نوابًا لحكم شاكي كجزء من شيروان. وبينما أبلغ سليم خان أخاه فتالي بهذه الخيانة، نصب السكان المحليون فتالي خان بدلاً من محمد حسن وسليم في تحدٍ لشيروان.

## العهد الثاني
أجبر فتالي خان على الاستقالة في عام 1805 وهزم مُصطفى خان [الإنجليزية] بدعم من تسيتسيانوف الذي أرسل له 300 جندي. وأخيرًا، خضع للسلطة الروسية في 2 يونيو 1805 وسرعان ما حصل على رتبة ملازم أول بناءً على وسام ألكسندر الأول. كما توسط لاحقًا في استسلام مُصطفى خان [الإنجليزية] أيضًا، مما أجبره على أن يكون خاضعًا لروسيا في 6 يناير 1806. بعد اغتيال تسيتسيانوف في باكو في 20 فبراير ومذبحة عائلة إبراهيم خليل خان (التي شملت أيضًا شقيقة سليم خان) على يد الروس في 2 يونيو 1806، طرد سليم خان الحامية الروسية من شاكي في 24 يونيو 1806. في نوفمبر/تشرين الثاني، هاجم الجنرال الروسي بيوتر نيبولسين المنطقة انتقامًا، وهزم جيش شاكي القوي الذي يبلغ قوامه 8000 جندي، والذي يتألف من جنود داغستانيين أيضًا. وفقًا لباكيخانوف، فقد تم دفع أموال له من الأمير القاجاري عباس ميرزا لتأمين الجنود.

## الحياة في المنفى
فر سليم خان إلى إيران في عام 1806 وخلفه فتالي خان في شاكي. عاش في مشكين شهر في وقت ما حوالي عام 1818 وفقًا لميرزا فتالي أخوندوف ثم في تبريز، ثم هاجر في النهاية إلى الإمبراطورية العثمانية. في البداية تقدم بطلب اللجوء وتعيينه حاكمًا لأخالتشخي [الإنجليزية]، فأرسل سفيره محمد جلبي إلى محمود الثاني. رغم أنه حصل على حق اللجوء في أرضروم ، إلا أنه لم يُسمح له بالإقامة في تشيلدير [الإنجليزية] أو قارص أو بغداد لأسباب أمنية. سرعان ما فقد شعبيته بسبب مطالباته بضم أفراد عائلته إلى إيران ونقلهم إلى أرضروم وإبعادهم إلى أنقرة في عام 1822. وسرعان ما أرسل سليم خان المزيد من الطلبات، مطالبًا بمزيد من المعاشات التقاعدية، وزيارة القسطنطينية ، والانتقال إلى بورصة، الأمر الذي رفضه الباب العالي. توفي أثناء توجهه إلى الحج في 12 أبريل 1826 بالقرب من كيرشهير.

## العائلة
كان متزوجًا من توتي بيجيم، ابنة إبراهيم خليل خان من قره باغ، وكان لديه مشاكل:
1. حسين خان  –  خان لفترة وجيزة في عام 1826.
2. حاج خان  –  حاكم كرمانشاه في إيران القاجارية . تأسست لاحقًا قبيلة حاجي خانلو من شاهسيفان [الإنجليزية].[15]
3. سليمان خان  –  بودبولكوفنيك [الإنجليزية] في الجيش الإمبراطوري الروسي .
4. فخرونيسا خانم  –  متزوج من محمود آغا.
5. آسيا بيجوم.